# EWMA
EWMA (ang. exponentially weighted moving average, wykładniczo ważona średnia ruchoma) – technika statystycznej analizy szeregów czasowych.
{\displaystyle z_{i}=\lambda {\overline {X}}_{i}+(1-\lambda )z_{i-1}}
Średnia ta pozwala na usunięcie składowych o największej częstotliwości (czyli zwykle szumu), jednocześnie szybciej reaguje na zmiany trendu od zwykłej średniej ruchomej.